# 都伊县
都伊县，中国古县名。
唐朝时置，治所在今广西壮族自治区宜州市西南洛岩。属桂州所领羁縻蕃州。宋朝时属宜州所领羁縻蕃州。元朝时废。 